# Ангорская коза
Ангорская коза (также кемельская коза, от араб. chamal, тонкий) — одна из пород домашней козы с большими отвислыми ушами и длинным волосом, составляющим мягкую, как шёлк, шерсть. Из шерсти ангорских коз производят блестящие волокна широко известные как мохер. В народе чаще всего её называют просто: ангора.
Ангорская коза больше и сильнее европейской, а козёл отличается в особенности своими резко окаймленными, горизонтально вдвое завитыми и сильными рогами. Своё (как и ангорский кролик и ангорская кошка) имя эта порода получила от старого названия нынешней столицы Турции Анкары — Ангора. Первые козы ангорской породы были привезены в Европу императором Священной Римской империи Карлом V около 1554 года, однако этот опыт оказался не самым удачным.
В Соединенные Штаты Америки ангорских коз впервые завёз в 1849 году доктор Джеймс П. Дэвис (англ. James P. Davis). Семь взрослых коз были подарком от султана Абдул-Меджида I в знак признательности за его услуги и консультации по повышению качества хлопка. В результате гражданской войны в США большая часть стада была уничтожена, но в конце концов, разведение ангорских коз стало процветать на юго-западе, в частности, в штате Техас, где было достаточно трав и кустарников, для кормовой базы. Техас и по сей день остается крупнейшим производителем мохера в США, и вторым по величине в мире.
Ангорских коз стригут два раза в год, в отличие от большинства овец, которых стригут только один раз. Соединённые Штаты, Турция и Южная Африка являются ведущими производителями мохера. Долгое время ангорских коз разводили только белой окраски, но в настоящее время козловоды выращивают белых, чёрных (глубокий черный, серый и серебряный), коричневых и красных (красная окраска исчезает с возрастом) коз.
Живой вес козлов составляет 45—50 кг, коз — 30—35 кг. Настриг шерсти (мохера) соответственно 4—7 кг и 2—4 кг. Выход чистого мохера 65—80 %. Молочная продуктивность коз за лактацию 60—100 л при жирности 4,4 %. Мясо отличается высокими вкусовыми качествами, из шкур вырабатывают высокосортную кожу. Из мохера изготавливают качественные ткани и ковры.